# Lliga neerlandesa de futbol 1910-11
La Lliga neerlandesa de futbol 1910–1911 va ser disputada per disset equips que participaven en dues divisions. El campió nacional seria determinat per un play-off amb els guanyadors de la divisió de futbol oriental i occidental dels Països Baixos. L'Sparta Rotterdam va guanyar el campionat en vèncer el GVC Wageningen per 1-0 i 5-1.

## Nous equips
Eerste Klasse Oest:
- Volharding Olympia Combinatie
- Bredania/'t Zesde (la temporada anterio havia jugat a la divisió est)

## Divisions

### Eerste Klasse Est
| Pos | Equip           | PJ | PG | PE | PP | GF | GC | Pts | DG  | Notes                              |
| --- | --------------- | -- | -- | -- | -- | -- | -- | --- | --- | ---------------------------------- |
| 1   | GVC Wageningen  | 10 | 7  | 1  | 2  | 22 | 7  | 15  | +15 | Classificat al play-off pel títol. |
| 2   | Quick Nijmegen  | 10 | 7  | 1  | 2  | 22 | 8  | 15  | +14 |                                    |
| 3   | SBV Vitesse     | 10 | 5  | 1  | 4  | 10 | 16 | 11  | -6  |                                    |
| 4   | RKVV Wilhelmina | 10 | 3  | 2  | 5  | 12 | 16 | 8   | -4  |                                    |
| 5   | EFC PW 1885     | 10 | 3  | 1  | 6  | 11 | 15 | 7   | -4  |                                    |
| 6   | Koninklijke UD  | 10 | 1  | 2  | 7  | 9  | 24 | 4   | -15 |                                    |

PJ = Partits jugats; PG = Partits guanyats; PE = Partits empatats; PP = Partits perduts; GF = Gols a favor; GC = Gols en contra; Pts = Punts; DG = Diferència de gols

### Eerste Klasse Oest
| Pos | Equip             | PJ | PG | PE | PP | GF | GC | Pts | DG  | Notes                               |
| --- | ----------------- | -- | -- | -- | -- | -- | -- | --- | --- | ----------------------------------- |
| 1   | Sparta Rotterdam  | 20 | 14 | 3  | 3  | 68 | 21 | 31  | +47 | Classificat al play-off pel títol.  |
| 2   | VOC               | 20 | 10 | 8  | 2  | 47 | 27 | 28  | +20 |                                     |
| 3   | CVV Velocitas     | 20 | 12 | 3  | 5  | 47 | 27 | 27  | +20 |                                     |
| 4   | HBS Craeyenhout   | 20 | 9  | 5  | 6  | 39 | 34 | 23  | +5  |                                     |
| 5   | Koninklijke HFC   | 20 | 8  | 6  | 6  | 36 | 34 | 22  | +2  |                                     |
| 6   | DFC               | 20 | 9  | 2  | 9  | 32 | 39 | 20  | -7  |                                     |
| 7   | HFC Haarlem       | 20 | 6  | 7  | 7  | 34 | 39 | 19  | -5  |                                     |
| 8   | HVV Den Haag      | 20 | 4  | 9  | 7  | 39 | 39 | 17  | 0   |                                     |
| 9   | HC & CV Quick     | 20 | 5  | 7  | 8  | 32 | 42 | 17  | -10 |                                     |
| 10  | USV Hercules      | 20 | 2  | 4  | 14 | 20 | 53 | 8   | -33 | No participen la propera temporada. |
| 11  | Bredania/'t Zesde | 20 | 2  | 4  | 14 | 13 | 52 | 8   | -39 | No participen la propera temporada. |

PJ = Partits jugats; PG = Partits guanyats; PE = Partits empatats; PP = Partits perduts; GF = Gols a favor; GC = Gols en contra; Pts = Punts; DG = Diferència de gols

### Play-off pel campionat
| Equip 1        | Global | Equip 2          | Anada | Tornada |
| -------------- | ------ | ---------------- | ----- | ------- |
| GVC Wageningen | 1–6    | Sparta Rotterdam | 0–1   | 1–5     |

L'Sparta Rotterdam va guanyar el campionat.